# Kristopher Van Varenberg
Kristopher Julien Van Varenberg (* 20. Mai 1987 im Los Angeles County), auch Kris Van Damme, ist ein US-amerikanischer Filmschauspieler.

## Leben
Van Varenberg ist der älteste Sohn des Schauspielers Jean-Claude Van Damme und der ehemaligen Bodybuilderin und Fitnesstrainerin Gladys Portugues. Er hat einen jüngeren Halbbruder und eine jüngere Schwester, die Schauspielerin Bianca Bree. Van Varenbergs Eltern waren von 1987 bis 1992 verheiratet und heirateten nach ihrer Scheidung 1999 ein zweites Mal.
1992 spielte Van Varenberg in seinem Filmdebüt Universal Soldier den jungen Luc Deveraux und damit das jüngere Ich seines Vaters. 1996 wiederholte Van Varenberg dies im Film The Quest – Die Herausforderung, als er die Rolle des jungen Christopher Dubois übernahm. Im Film Derailed – Terror im Zug spielte Van Varenberg 2002 dann den Filmsohn seines Vaters.
Seit 2017 arbeitet er unter dem Künstlernamen Kris Van Damme, passend zu seinem Vater.

## Filmografie
- 1992: Universal Soldier
- 1996: The Quest – Die Herausforderung (The Quest)
- 2002: Derailed – Terror im Zug (Derailed)
- 2009: Universal Soldier: Regeneration
- 2010: The Eagle Path
- 2011: Assassination Games
- 2012: Philly Kid
- 2012: Dragon Eyes
- 2012: Six Bullets
- 2012: Universal Soldier: Day of Reckoning
- 2013: Enemies Closer – Gefährlich nah (Enemies Closer)
- 2013: Dschungelcamp – Welcome to the Jungle (Welcome to the Jungle, auch Produzent)
- 2014: Full Love (auch Produzent)
- 2017: Kill em' All
- 2018: Black Water